# Lisa Scottoline
Lisa Scottoline (Filadélfia, 1 de julho de 1955) é uma autora americana de thrillers jurídicos. É autora best-seller e está publicada em mais de trinta países e tem vendas que superam os 25 milhões de exemplares. Recebeu um Edgar Award e o prémio Cosmopolitan Fun Fearless Female Award.

## Biografia
Nascida no bairro de Lower Moyamensing, na Filadélfia, Scottoline obteve um bacharelado em Inglês pela Universidade da Pensilvânia, depois se formou em direito pela mesma universidade. Ela foi escrituraria para juízes nos tribunais de apelação estaduais e federais e mais tarde tornou-se litigante em Dechert na Filadélfia. Após o nascimento de sua filha, ela deixou o escritório de advocacia e começou a escrever. Final Appeal recebeu o Prêmio Edgar, por excelência em ficção policial. Desde então, ela escreveu 30 romances best-sellers, incluindo Look Again e Don't Go, ambos que alcançaram o número dois na lista dos mais vendidos do The New York Times. Seus romances foram traduzidos para 30 idiomas e ela tem 30 milhões de cópias impressas.
Ela tem uma coluna semanal no The Philadelphia Inquirer, bem como uma série de livros de não ficção escritos com a filha, Francesca Serritella. 

## Obras

### SérieRosato & Associates
- Everywhere That Mary Went (1993)
- Legal Tender (1996)
- Rough Justice (1997) Justiça Brutal (Record, 1999)
- Mistaken Identity (1998) Identidades Trocadas (Record, 2001)
- Moment of Truth (2000) A Hora da Verdade (Record, 2002)
- The Vendetta Defense (2001) A Vendeta (Record, 2004)
- Courting Trouble (2003) Problemas na Corte (Record, 2004)
- Dead Ringer (2003)
- Killer Smile (2004)
- Lady Killer (2008)
- Think Twice (2010)

### Série Rosato & DiNunzio
- Accused (2013)
- Betrayed (2014)
- Corrupted (2015)
- Damaged (2016)
- Exposed (2017)
- Feared (2018)

### Livros isolados
- Final Appeal (1994) Capricho da Lei (Record, 1996)
- Running From the Law (1995)
- Devil's Corner (2005)
- Dirty Blonde (2006)
- Daddy's Girl (2007)
- Look Again (2010) Olhe Outra Vez (Globo, 2009)
- Save Me: A Novel (2011)
- Come Home (2012)
- Don't Go (2013)
- Keep Quiet (2014) em Portugal: Não Contes Nada (Bertrand, 2015)
- Every Fifteen Minutes (2015)
- Most Wanted (2016)
- One Perfect Lie (2017) Uma Mentira Perfeita (Harper Collins, 2018)
- After Anna (2018)
- Someone Knows (2019)
- Eternal (2021)
- What Happened to the Bennetts (2022)
- The Truth About the Devlins (2024)